# Мгарский сельский совет (Лубенский район)
Мгарский сельский совет (укр. Мгарська сільська рада) — входит в состав
Лубенского района
Полтавской области
Украины.
Административный центр сельского совета находится в 
с. Мгарь.

## Населённые пункты совета
- с. Мгарь
- с. Ольшанка
- с. Луки